# Andrézieux-Bouthéon Loire Sud Basket
Actualités
L'ABLS Basket (Andrézieux-Bouthéon Loire Sud Basket) est un club français de basket-ball basé à Andrézieux-Bouthéon qui évolue en Championnat de France de basket-ball de Nationale masculine 1 (NM1).

## Histoire
Le club a, depuis le début des années 1990, oscillé entre les différentes divisions nationales (3e à 5e division) avec notamment deux années en NM1 (1997/98 et 1998/99).
En 2006-2007, un fort recrutement (5 nouveaux joueurs) a permis au club de gagner le championnat NM2 et d'être promu en NM1.
En 2007/2008, après une saison médiocre en NM1 (recrutement insuffisant qui n'a pas compensé les départs des plus anciens; première année d'entraineur en NM1 pour M Jolivet; sur fond de budget trop faible pour tenir en NM1) le club redescend en NM2 pour la saison 2008/2009.
Lors de la saison, 2015/2016 le club termine premier de sa poule en N2 et dispute les barrages pour accéder a la N1. Andrézieux remplit à bien sa mission et accède donc a la N1.
En 2016/2017 le club promu en N1 réalise une superbe saison et gagne même le droit de participer aux play-offs. À la fin de la saison, le coach Jérémy Beaufort quitte le club.
En 2017/2018 Romain Tillon arrive pour remplacer Jérémy Beaufort. Le club assure un bon maintien.
En 2018/2019 Romain Tillon est démit de ses fonctions de coach en cours de saison, Sébastien Cherasse le remplace, le club réussit à se maintenir lors du dernier match des play-down.
En 2019/2020 Sébastien Cherasse est toujours le coach.
Laurent Pluvy prend la tête de l'équipe première en juin 2021, avec l'ambition de faire monter le club en Pro B. Il quittera le club en mai 2023, après deux saisons sur les bords de Loire, sans avoir réussi à monter en Pro B. Il est remplacé par Guillaume Quintard, début juin 2023.
Le 11 avril 2024, le club andrézien et le Saint-Chamond Basket Vallée du Gier annoncent un rapprochement entre eux.

## Résultats sportifs

### Palmarès
- Finaliste Trophée Coupe de France - masculine seniors 2004-2005
- Coupe de France - masculine seniors 2006-2007 : 1/4 de finale
- Champion de France de Nationale 2 : 1996, 2007, 2016

### Bilan saison par saison
| Saison                                             | Championnat national | Championnat national | Championnat national | Championnat national | Championnat national | Championnat national | Championnat national | Championnat national | Championnat national | Coupe de France | Autres compétitions nationales | Autres compétitions nationales | Coupes européennes | Coupes européennes |
| Saison                                             | Niveau               | Division             | Classement           | MJ                   | V                    | N                    | D                    | %V                   | Play-offs            | Coupe de France | Compétition                    | Résultat                       | Compétition        | Résultat           |
| -------------------------------------------------- | -------------------- | -------------------- | -------------------- | -------------------- | -------------------- | -------------------- | -------------------- | -------------------- | -------------------- | --------------- | ------------------------------ | ------------------------------ | ------------------ | ------------------ |
| Amicale laïque et sportive d’Andrézieux-Bouthéon   |                      |                      |                      |                      |                      |                      |                      |                      |                      |                 |                                |                                |                    |                    |
| 1989-1990                                          | 5                    | Nationale 4          |                      |                      |                      |                      |                      |                      |                      | ?               | -                              | -                              | -                  | -                  |
| 1990-1991                                          | 4                    | Nationale 3          |                      |                      |                      |                      |                      |                      |                      | ?               | -                              | -                              | -                  | -                  |
| 1991-1992                                          | 5                    | Nationale 4          |                      |                      |                      |                      |                      |                      |                      | ?               | -                              | -                              | -                  | -                  |
| 1992-1993                                          |                      |                      |                      |                      |                      |                      |                      |                      |                      | ?               | -                              | -                              | -                  | -                  |
| 1993-1994                                          |                      |                      |                      |                      |                      |                      |                      |                      |                      | ?               | -                              | -                              | -                  | -                  |
| 1994-1995                                          |                      |                      |                      |                      |                      |                      |                      |                      |                      | ?               | -                              | -                              | -                  | -                  |
| 1995-1996                                          |                      |                      |                      |                      |                      |                      |                      |                      |                      | ?               | -                              | -                              | -                  | -                  |
| 1996-1997                                          | 4                    | Nationale 3          |                      |                      |                      |                      |                      |                      |                      | ?               | -                              | -                              | -                  | -                  |
| 1997-1998                                          | 3                    | Nationale 2          | 4e/?                 | ?                    | ?                    | ?                    | ?                    | ?                    | ?                    | ?               | -                              | -                              | -                  | -                  |
| 1998-1999                                          | 3                    | Nationale 1          |                      |                      |                      |                      |                      |                      |                      | ?               | -                              | -                              | -                  | -                  |
| 1999-2000                                          | 4                    | Nationale 2          |                      |                      |                      |                      |                      |                      |                      | ?               | -                              | -                              | -                  | -                  |
| 2000-2001                                          | 4                    | Nationale 2          |                      |                      |                      |                      |                      |                      |                      | ?               | -                              | -                              | -                  | -                  |
| 2001-2002                                          |                      |                      |                      |                      |                      |                      |                      |                      |                      | ?               | -                              | -                              | -                  | -                  |
| 2002-2003                                          | 5                    | Nationale 3          |                      |                      |                      |                      |                      |                      |                      | ?               | -                              | -                              | -                  | -                  |
| 2003-2004                                          | 5                    | Nationale 3          |                      |                      |                      |                      |                      |                      |                      | ?               | -                              | -                              | -                  | -                  |
| 2004-2005                                          | 4                    | Nationale 2          |                      |                      |                      |                      |                      |                      |                      | ?               | -                              | -                              | -                  | -                  |
| 2005-2006                                          | 4                    | Nationale 2          |                      |                      |                      |                      |                      |                      |                      | ?               | -                              | -                              | -                  | -                  |
| Association Loire Sport Basket Andrézieux-Bouthéon |                      |                      |                      |                      |                      |                      |                      |                      |                      |                 |                                |                                |                    |                    |
| 2006-2007                                          | 4                    | Nationale 2          | 1er/?                |                      |                      |                      |                      |                      |                      | ?               | -                              | -                              | -                  | -                  |
| 2007-2008                                          | 3                    | Nationale 1          | 16e/?                |                      |                      |                      |                      |                      |                      | ?               | -                              | -                              | -                  | -                  |
| 2008-2009                                          | 4                    | Nationale 2          | 4e/?                 | 26                   | 19                   | 0                    | 7                    | 73 %                 | ?                    | ?               | -                              | -                              | -                  | -                  |
| 2009-2010                                          | 4                    | Nationale 2          | 4e/?                 | 28                   | 18                   | 0                    | 10                   | 64 %                 | ?                    | ?               | -                              | -                              | -                  | -                  |
| Union Pontoise-Andrézieux Basket                   |                      |                      |                      |                      |                      |                      |                      |                      |                      |                 |                                |                                |                    |                    |
| 2010-2011                                          | 4                    | Nationale 2          | 6e/?                 | 24                   | 12                   | 0                    | 12                   | 50 %                 | ?                    | ?               | -                              | -                              | -                  | -                  |
| 2011-2012                                          | 4                    | Nationale 2          | 3e/?                 | 26                   | 15                   | 0                    | 11                   | 58 %                 | ?                    | ?               | -                              | -                              | -                  | -                  |
| 2012-2013                                          | 4                    | Nationale 2          | 5e/12                | 22                   | 12                   | 0                    | 10                   | 55 %                 | -                    | ?               | -                              | -                              | -                  | -                  |
| 2013-2014                                          | 4                    | Nationale 2          | 11e/14               | 26                   | 12                   | 0                    | 14                   | 46 %                 | -                    | ?               | -                              | -                              | -                  | -                  |
| 2014-2015                                          | 4                    | Nationale 2          | 9e/14                | 24                   | 12                   | 0                    | 12                   | 50 %                 | -                    | ?               | -                              | -                              | -                  | -                  |
| Andrézieux-Bouthéon Loire Sud                      |                      |                      |                      |                      |                      |                      |                      |                      |                      |                 |                                |                                |                    |                    |
| 2015-2016                                          | 4                    | Nationale 2          | 1er/14               | 26                   | 22                   | 0                    | 4                    | 85 %                 | 1/2 f.               | ?               | -                              | -                              | -                  | -                  |
| 2016-2017                                          | 3                    | Nationale 1          | 8e/18                | 34                   | 17                   | 0                    | 17                   | 50 %                 | 1/4 de f.            | 1/32e de f.     | -                              | -                              | -                  | -                  |
| 2017-2018                                          | 3                    | Nationale 1          | 11e/18               | 34                   | 15                   | 0                    | 19                   | 44 %                 | -                    | 1/64e de f.     | -                              | -                              | -                  | -                  |
| 2018-2019                                          | 3                    | Nationale 1          | 12e/14               | 26                   | 8                    | 0                    | 18                   | 31 %                 | -                    | 1/64e de f.     | -                              | -                              | -                  | -                  |
| 2019-2020                                          | 3                    | Nationale 1          | 7e/14                | 26                   | 13                   | 0                    | 13                   | 50 %                 | -                    | 1/64e de f.     | -                              | -                              | -                  | -                  |
| 2020-2021                                          | 3                    | Nationale 1          | En cours             | -                    | -                    | -                    | -                    | -                    | -                    | 1/64e de f.     | -                              | -                              | -                  | -                  |

## Joueurs et personnalités du club

### Entraîneurs
- 1995-1998 : / Mike Gonsalves
- 2006-2008 :  Yann Jolivet
- 2009-2010 :  Yann Jolivet
- 2016-2017 :  Jérémy Beaufort
- 2017-2018 :  Romain Tillon
- 2018-2019 :  Romain Tillon puis  Sébastien Chérasse
- 2019      :  Sébastien Chérasse
- 2021-2023 :  Laurent Pluvy
- 2023-     :  Guillaume Quintard

### Joueurs emblématiques
- Roland N'Kembe

- Wayne Morris a été le moteur psychologique de l'équipe en 2006-2007 (joueur fair-play, dynamique, efficace, leader charismatique, la référence sportive). Il quitte le club après l'ascension en NM1 pour l'ASM Le Puy-en-Velay (NM2).
- Jerrold Brooks réalise une superbe saison 2016-2017 en N1M. Sous son impulsion le club atteint les plays-off. Brooks va continuer sa carrière à l’étage au-dessus en PRO B.

## Identité du club

### Logos

Ancien logo